# Algéria az 1984. évi nyári olimpiai játékokon
Algéria az egyesült államokbeli Los Angelesben megrendezett 1984. évi nyári olimpiai játékok egyik részt vevő nemzete volt. Az országot az olimpián 4 sportágban 33 sportoló képviselte, akik összesen 2 érmet szereztek.

## Érmesek
| Érem  | Versenyző       | Sportág   | Versenyszám  |
| ----- | --------------- | --------- | ------------ |
| Bronz | Mohamed Zaoui   | Ökölvívás | Középsúly    |
| Bronz | Mustapha Moussa | Ökölvívás | Félnehézsúly |

## Atlétika
Férfi
| Versenyző               | Versenyszám     | Előfutam | Előfutam | Előfutam | Negyeddöntő | Negyeddöntő | Negyeddöntő | Elődöntő | Elődöntő | Elődöntő | Döntő   | Döntő    |
| Versenyző               | Versenyszám     | Idő      | Hely.    | Össz.    | Idő         | Hely.       | Össz.       | Idő      | Hely.    | Össz.    | Idő     | Helyezés |
| ----------------------- | --------------- | -------- | -------- | -------- | ----------- | ----------- | ----------- | -------- | -------- | -------- | ------- | -------- |
| Ali Bakhta              | 200 m           | 21,15    | 4.       | 24.      | 21,35       | 8.          | 24.         | kiesett  | kiesett  | kiesett  | kiesett | kiesett  |
| Ahmed Bel Kessam        | 800 m           | 1:47,51  | 4.       | 23.      | 1:48,11     | 7.          | 28.         | kiesett  | kiesett  | kiesett  | kiesett | kiesett  |
| Mehdi Aidet             | 1500 m          | 3:53,92  | 7.       | 41.      |             |             |             | kiesett  | kiesett  | kiesett  | kiesett | kiesett  |
| Abderrahmane Morceli    | 1500 m          | 3:45,09  | 7.       | 23.      |             |             |             | kiesett  | kiesett  | kiesett  | kiesett | kiesett  |
| Abdel Razzak Bounour    | 5000 m          | 13:51,52 | 5.       | 26.      |             |             |             | 13:57,43 | 13.      | 27.      | kiesett | kiesett  |
| Mohamed Ryad Ben Haddad | 110 m gát       | 14,44    | 5.       | 19.      |             |             |             | kiesett  | kiesett  | kiesett  | kiesett | kiesett  |
| Abdel Wahab Ferguene    | 20 km gyaloglás |          |          |          |             |             |             |          |          |          | 1:31:24 | 26.      |
| Benamar Kechkouche      | 20 km gyaloglás |          |          |          |             |             |             |          |          |          | 1:34:12 | 30.      |

| Versenyző   | Versenyszám   | Selejtező | Selejtező | Döntő    | Döntő    |
| Versenyző   | Versenyszám   | Eredmény  | Helyezés  | Eredmény | Helyezés |
| ----------- | ------------- | --------- | --------- | -------- | -------- |
| Hakim Toumi | Kalapácsvetés | 67,68 m   | 17.       | kiesett  | kiesett  |

## Kézilabda

### Férfi
| Algériai férfi kézilabdacsapat-játékoskeret | Algériai férfi kézilabdacsapat-játékoskeret                                                                                        |
| --- | --- |
| - Abdel Krim Ben Djemil - Abdel Salem Ben Magh Soula - Abu Sofiane Draouci - Azzedine Ouhib - Brahim Bourdrali - Djaffar Bel Hocine - Kamel Maoudj - Kamel Ouchia | - Mouloud Mekhnache - Hocine Ledra - Mourad Boussebt - Mustapha Doballah - Omar Azzeb - Rashid Mokhrani - Zineddine Mohamed Seghir |

#### Eredmények
Csoportkör
A csoport
| Csapat            | M | Gy | D | V | G+  | G–  | Gk  | P |
| ----------------- | - | -- | - | - | --- | --- | --- | - |
| Jugoszlávia (YUG) | 5 | 4  | 1 | 0 | 123 | 76  | +47 | 9 |
| Románia (ROU)     | 5 | 4  | 0 | 1 | 120 | 91  | +29 | 8 |
| Izland (ISL)      | 5 | 3  | 1 | 1 | 102 | 96  | +6  | 7 |
| Svájc (SUI)       | 5 | 2  | 0 | 3 | 83  | 102 | –19 | 4 |
| Japán (JPN)       | 5 | 1  | 0 | 4 | 84  | 117 | –33 | 2 |
| Algéria (ALG)     | 5 | 0  | 0 | 5 | 75  | 105 | –30 | 0 |

| 1984. július 31. 20:00 | Románia (ROU) | 25–16 | Algéria (ALG) |  |
| 1984. július 31. 20:00 | (11–7)        |       |               |  |
| 1984. július 31. 20:00 |               |       |               |  |

| 1984. augusztus 2. 21:30 | Svájc (SUI) | 19–18 | Algéria (ALG) |  |
| 1984. augusztus 2. 21:30 | (10–10)     |       |               |  |
| 1984. augusztus 2. 21:30 |             |       |               |  |

| 1984. augusztus 4. 14:00 | Jugoszlávia (YUG) | 25–10 | Algéria (ALG) |  |
| 1984. augusztus 4. 14:00 | (13–3)            |       |               |  |
| 1984. augusztus 4. 14:00 |                   |       |               |  |

| 1984. augusztus 6. 20:00 | Izland (ISL) | 19–15 | Algéria (ALG) |  |
| 1984. augusztus 6. 20:00 | (7–7)        |       |               |  |
| 1984. augusztus 6. 20:00 |              |       |               |  |

| 1984. augusztus 8. 18:30 | Japán (JPN) | 17–16 | Algéria (ALG) |  |
| 1984. augusztus 8. 18:30 | (11–7)      |       |               |  |
| 1984. augusztus 8. 18:30 |             |       |               |  |

A 11. helyért
| 1984. augusztus 10. 20:00 | Dél-Korea (KOR) | 25–21 | Algéria (ALG) |  |
| 1984. augusztus 10. 20:00 | (10–9)          |       |               |  |
| 1984. augusztus 10. 20:00 |                 |       |               |  |

| Csapat        | Helyezés |
| ------------- | -------- |
| Algéria (ALG) | 12.      |

## Ökölvívás
| Versenyző               | Versenyszám  | Selejtező         | 32-es főtábla             | Nyolcaddöntő                          | Negyeddöntő             | Elődöntő                   | Döntő             | Helyezés |
| Versenyző               | Versenyszám  | Ellenfél Eredmény | Ellenfél Eredmény         | Ellenfél Eredmény                     | Ellenfél Eredmény       | Ellenfél Eredmény          | Ellenfél Eredmény | Helyezés |
| ----------------------- | ------------ | ----------------- | ------------------------- | ------------------------------------- | ----------------------- | -------------------------- | ----------------- | -------- |
| Mustapha Kouchene       | Harmatsúly   | erőnyerő          | Dale Walters (CAN) · 0:5  | kiesett                               | kiesett                 | kiesett                    | kiesett           | 17.      |
| Azzedine Saïd           | Pehelysúly   | erőnyerő          | Omar Catari (VEN) · RSC   | kiesett                               | kiesett                 | kiesett                    | kiesett           | 17.      |
| Ikhlef Ahmed Hadj Allah | Kisváltósúly | erőnyerő          | Umesh Maskey (NEP) · RSC  | Jean-Pierre Mbereke-Baban (CMR) · 1:4 | kiesett                 | kiesett                    | kiesett           | 9.       |
| Kamel Aboud             | Váltósúly    | erőnyerő          | Henry Kalunga (ZAM) · 5:0 | Alexander Künzler (FRG) · 1:4         | kiesett                 | kiesett                    | kiesett           | 9.       |
| Mohamed Zaoui           | Középsúly    |                   | erőnyerő                  | Tsiu Monne (LES) · RSC                | Moses Mwaba (ZAM) · 4:1 | Virgil Hill (USA) · 0:5    | kiesett           |          |
| Mustapha Moussa         | Félnehézsúly |                   | erőnyerő                  | Drake Thadzi (MAW) · 5:0              | Tony Wilson (GBR) · 5:0 | Ante Josipović (YUG) · 0:5 | kiesett           |          |
| Mohamed Bouchiche       | Nehézsúly    |                   | erőnyerő                  | Willie deWit (CAN) · 0:5              | kiesett                 | kiesett                    | kiesett           | 9.       |

RSC – a mérkőzésvezető megállította a mérkőzést

## Súlyemelés
| Versenyző            | Versenyszám | Szakítás                 | Szakítás                 | Lökés    | Lökés    | Összesen | Helyezés |
| Versenyző            | Versenyszám | Eredmény                 | Helyezés                 | Eredmény | Helyezés | Összesen | Helyezés |
| -------------------- | ----------- | ------------------------ | ------------------------ | -------- | -------- | -------- | -------- |
| Ahmed Tarbi          | 56 kg       | kizárták                 | kizárták                 | kizárták | kizárták | kizárták | kizárták |
| Noureddine Bekkouche | 60 kg       | érvényes kísérlet nélkül | érvényes kísérlet nélkül | 137,5    | 11.      | kiesett  | kiesett  |